# Rita Roland
Rita Roland (* 5. Oktober 1914; † 17. August 1998 in Los Angeles, Kalifornien; eigentlich Viktoria Rosenstein) war eine US-amerikanische Filmeditorin.

## Leben
Roland begann Ende der 1930er Jahre in Europa als Editorin beim Film zu arbeiten, so unter anderem für die niederländische Produktion Boefje (1939) von Douglas Sirk. Nachdem sie den Zweiten Weltkrieg und den Holocaust überlebt hatte, wanderte sie mit ihrem Ehemann, dem Produzenten und Regisseur Heinz Josephson, in die Vereinigten Staaten aus. Ab 1963 war sie für MGM in Hollywood tätig, wo sie für Filme wie Träumende Lippen (1965) mit Sidney Poitier oder Dominique – Die singende Nonne (1966) mit Debbie Reynolds zum Einsatz kam. Weitere Filme, bei denen sie für den Schnitt verantwortlich war, waren Die nackten Tatsachen (1967) mit Tony Curtis und Claudia Cardinale sowie Als das Licht ausging (1968) mit Doris Day.
Ab 1972 arbeitete sie häufig für das US-amerikanische Fernsehen. Für den Fernsehfilm Die Entführung des Lindbergh-Babys wurde sie 1976 erstmals für den Emmy nominiert, den sie im darauffolgenden Jahr für Eleanor and Franklin: The White House Years gewinnen konnte. 1978 und 1983 gewann sie jeweils einen Eddie Award der American Cinema Editors. 1985 zog sie sich aus dem Filmgeschäft zurück. Sie starb 1998 im Alter von 83 Jahren in Los Angeles an einem Schlaganfall.

## Filmografie (Auswahl)
- 1939: Boefje
- 1948: Nederlands in 7 lessen
- 1964: Hotel für Liebespaare (Honeymoon Hotel)
- 1965: Kurven-Lilly (Girl Happy)
- 1965: Träumende Lippen (A Patch of Blue)
- 1966: Dominique – Die singende Nonne (The Singing Nun)
- 1966: Sag niemals ja (Spinout)
- 1967: Die nackten Tatsachen (Don’t Make Waves)
- 1968: Als das Licht ausging (Where Were You When the Lights Went Out?)
- 1968: Bullen – wie lange wollt ihr leben? (The Split)
- 1969: More – mehr – immer mehr (More)
- 1969: Alexandria – Treibhaus der Sünde (Justine)
- 1973: Der weite Weg nach Westen (Pioneer Woman) (TV-Film)
- 1975: Einmal ist nicht genug (Once Is Not Enough)
- 1976: Die Entführung des Lindbergh-Babys (The Lindbergh Kidnapping Case) (TV-Film)
- 1978: Der Clan (The Betsy)
- 1979: Good Luck, Miss Wyckoff
- 1980: Der starke Wille (Resurrection)
- 1981: The Bronx (Fort Apache, The Bronx)
- 1982: Ein Piano für Mrs. Cimino (A Piano for Mrs. Cimino) (TV-Film)
- 1984: Dollmaker – Ein Traum wird wahr (The Dollmaker) (TV-Film)
- 1985: Die Kids von Orlando (The New Kids)

## Auszeichnungen
Emmy
- 1976: Nominierung in der Kategorie Bester Schnitt für Die Entführung des Lindbergh-Babys
- 1977: Emmy in der Kategorie Bester Schnitt zusammen mit Michael S. McLean für Eleanor and Franklin: The White House Years
- 1982: Nominierung in der Kategorie Bester Schnitt für Ein Piano für Mrs. Cimino
- 1984: Nominierung in der Kategorie Bester Schnitt für Dollmaker – Ein Traum wird wahr

American Cinema Editors
- 1977: Nominierung für den Eddie Award zusammen mit Michael S. McLean für Sybil
- 1978: Eddie Award zusammen mit Michael S. McLean für Eleanor and Franklin: The White House Years
- 1983: Eddie Award für Ein Piano für Mrs. Cimino
- 1985: Nominierung für den Eddie Award für Dollmaker – Ein Traum wird wahr